# Parroquia Rafael Urdaneta (Valmore Rodríguez)
Rafael Urdaneta es una de las parroquias en las que se divide el Municipio Valmore Rodríguez del estado venezolano de Zulia. Recibe su nombre en honor al prócer de la independencia de Venezuela Rafael Urdaneta 1788 – 1845.

## Ubicación
La parroquia Rafael Urdaneta se encuentra ubicada entre el Municipio Lagunillas al norte, la Parroquia Raúl Cuenca al este, la Parroquia La Victoria al sur y el Lago de Maracaibo al oeste.

## Geografía
La parroquia Rafael Urdaneta es una depresión por debajo del nivel del mar en la desembocadura del río Pueblo Viejo al lago de Maracaibo, del cual está protegido por un muro de contención.

## Poblaciones
Dentro de la parroquia Rafael Urdaneta se encuentran las poblaciones de:
- Bachaquero: Capital del municipio y de la parroquia
- El Cinco

## Economía
La economía de la parroquia se basa en la industria petrolera, con instalaciones como los talleres de Bachaquero y su patio de tubulares y los pozos de los campos petrolíferos Bachaquero Tierra y Bachaquero Lago.

## Zona residencial
A semejanza de algunas parroquias del municipio Cabimas como Ambrosio, Carmen Herrera, La Rosa, Germán Ríos Linares, Jorge Herández, San Benito y Rómulo Betancourt y del municipio Lagunillas Libertad y Alonso de Ojeda que son ocupadas por una sola ciudad (Cabimas y Ciudad Ojeda), las parroquias Rafael Urdaneta y La Victoria son ocupadas por la ciudad de Bachaquero y áreas vecinas.
La parroquia Rafael Urdaneta es el norte de Bachaquero y ocupa las áreas operacionales, además tiene tanto barrios como urbanizaciones residenciales planificadas e instalaciones como el estadio de béisbol.

## Vialidad y transporte
La carretera San Pedro – Lagunillas conecta Bachaquero con los municipios Lagunillas y Baralt, es conocida por sus puestos de comida en la entrada a Bachaquero. La carretera Bachaquero - El Venado, sirve de división entre las parroquias Rafael Urdaneta y la Victoria dentro de la ciudad además de conectar con la carretera Lara – Zulia.
Muchas vías de Bachaquero reciben su nombre del sistema de coordenadas utilizado para ubicar los pozos, entre ellas las avenidas HH, la JJ y la KK, otras tienen simples números corriendo de norte a sur como 1, 2, 3, 4 y 5. Las vías se cruzan en ángulo recto. Y todas incluso las carreteras tienen reductores de velocidad.
Además de las líneas internas como Bachaquero – Plan Bonito (logo amarillo con letras negras), existen líneas que llevan a otros municipios desde el terminal de Bachaquero como la línea Bachaquero – Lagunillas.

## Sitios de referencia
- Pista de aterrizaje. Pequeña pista para aviones en la carretera Bachaquero - El Venado.
- Cementerio municipal. Carretera - Bachaquero - El Venado
- Estadio de Bachaquero